# Scutiger brevipes
Scutiger brevipes és una espècie d'amfibi megòfrid. És endèmic de la Xina, ja que només es coneix de la seva localitat tipus Taining o Qanning, al Comtat de Daofu, Sichuan, a 3500 msnm. És considerat per alguns un sinònim de Scutiger glandulatus. Viu als rierols petits de bosc i als rierols alimentats per fonts alpines.